# Black & Decker
Black & Decker is een Amerikaanse fabrikant van elektrisch gereedschap, accessoires en handgereedschap met het hoofdkantoor in  Towson, Maryland, net ten noorden van Baltimore. Op 12 maart 2010 fuseerde Black & Decker met Stanley Works, tegenwoordig heet het moederbedrijf Stanley Black & Decker. Black & Decker is een zelfstandige dochteronderneming van dat bedrijf.

## Geschiedenis
Black & Decker werd in 1910 opgericht door S. Duncan Black en Alonzo G. Decker als een kleine machinefabriek in Baltimore.  Decker heeft Black in 1906 ontmoet, toen ze beiden werkzaam waren bij Rowland Telegraph Co.
Black & Decker was in 1917 de uitvinder van de draagbare elektrische boormachine en verkreeg een octrooi voor een "handbediende boor in combinatie van een pistoolgreep en trekker-schakelaar". Het logo van Black & Decker, een zeshoek, werd gebruikt in meerdere vormen tussen 1912 en 2014; het stelt een zeshoekige moer voor.

### Overzicht geschiedenis (selectie)
- 1917 - Black & Decker krijgt een octrooi voor de "pistoolgreep en trekker-schakelaar" op zijn boormachine. De eerste fabriek wordt geopend in Towson, Baltimore County waar tegenwoordig nog steeds haar hoofdkantoor is gevestigd.
- 1928 - overname van Van Dorn Electric Tool Company uit Cleveland (Ohio).
- 1960 - Black & Decker neemt DeWalt over van American Machine en Foundry.
- 1975 - Alonzo G. Decker, Jr. verliest zijn functie als voorzitter van de raad van bestuur, het is de eerste keer dat een familielid deze functie niet weet vast te houden.
- 1984 - overname van een deel van General Electric Company.
- 1989 - Black & Decker neemt Emhart Corporation over. Een producent van onder andere elektrische producten.
- 2000 - Alonzo G. Decker, Jr. neemt ontslag uit de raad van bestuur.
- 2010 - Black & Decker Corporation  fuseert met Stanley Works en gaat verder onder de naam; Stanley Black & Decker.
- 2017 - Stanley Black & Decker neemt het bedrijf Craftsman over.